# Hugo Lloris
Hugo Lloris (Nice, 26. listopada 1986.) je francuski nogometaš i bivši reprezentativac Francuske koji trenutačno igra za Los Angeles FC.